# Vibrio vulnificus
Espèce
Synonymes
Beneckea vulnifica (Reichelt et al. 1979)
Vibrio vulnificus est une espèce de bactéries Gram-négative, en forme de bâtonnet appartenant au genre Vibrio. Présente dans les environnements marins comme les estuaires ou les eaux côtières, V. vulnificus est proche de V. cholerae, l'agent responsable du choléra,. Elle a été isolée pour la première fois en 1976.  
Les infections causées par V. vulnificus conduisent à une cellulite ou une septicémie. Vibrio vulnificus appartient aux espèces impliquées dans la fasciite nécrosante d'où son surnom de « bactérie mangeuse de chair ». 

## Taxonomie

### Étymologie
L'épithète du nom d'espèce Vibrio vulnificus est l'adjectif latin masculin vulnificus, signifiant 'qui provoque ou inflige des blessures'.

## Classification phylogénique

### Souches deV. vulnificus
Le NCBI (27 octobre 2013) recense plusieurs souches décrites dont la souche type NBRC 15645 (ou ATCC 27562). Parmi ces souches, on trouve les souches listées ci-après : 06-2450, B2, CladeA-yb158, CMCP6, E64MW, Env1, JY1305, JY1701, MO6-24/O, VV, VVyb1(BT3) et YJ016.

## Écologie
La bactérie se développe dans des eaux saumâtres chaudes au-delà de 15 °C. Le réchauffement des eaux lié au changement climatique favorise son développement.
En 2024, une recrudescence de cas est observée en Floride. En août 2024, un cas est recensé à Saint-Jean-de-Luz.